# Solitary Man Records
Solitary Man Records es una compañía discográfica independiente alemana-japonesa con sede en Münster, Alemania y Tokio, Japón. La compañía discográfica fue fundada por Ingo Knollmann (cantante de Donots) y Florian Brauch (mánager de Donots) en 2006 en Japón y en 2008 en Alemania, también.

## Artistas
Los siguientes artistas/bandas también lanzaron álbumes y/o EP en Solitary Man Records Europa:
- Donots

Los siguientes artistas/bandas también lanzaron álbumes y/o EP en Solitary Man Records Japón:
- 3 Colours Red
- Beatsteaks
- Bombshell Rocks
- Boysetsfire
- Coalfield
- Donots
- Dover
- Dropkick Murphys
- Endstand
- Fabulous Disaster
- Favez
- Force Of Change
- Heideroosjes
- The Lucky Nine
- Monta
- The Movement
- Muff Potter
- Placebo
- Sahara Hotnights
- The Spittin Vicars
- Toy Dolls